# والتر راوتش (عالم نبات)
والتر راوتش (بالألمانية: Walter Rausch)‏ (و. 1928  م) هو عالم نبات، ومستكشف نمساوي، ولد في فيينا.